# 能見神明宮大祭
能見神明宮大祭（のみしんめいぐうたいさい）は、愛知県岡崎市元能見町の神明宮界隈で開催される祭り。開催期日は毎年5月の第2土曜日・日曜日。岡崎三大祭りのひとつに数えられる。

## 概要
祭りが行われる岡崎市元能見町の神明宮は通称「能見神明宮」という。地元住民からは「神明さん」と親しみを込めて呼ばれている。平安時代中期、源頼義（988年 - 1075年）の家臣が能見の郷を開き一神祠を建立し、のちに神明を勧請したのが始まりである。今の地に移ったのは戦国時代末期。1590年（天正18年）、武将田中吉政が岡崎城を近世城郭に整備した際に移転再興された
神明宮大祭の起源は江戸時代中期とされる。当時の著作物『参河名勝志』に「例大祭六月十五日なり、山車両輌出す、氏子町中を引き渡す、童子の舞などあり、美観云はん方なし」と記されている。
現在の氏子町は、元能見北町、能見北之切、能見中之切、能見南之切、材木一丁目、材木二丁目、松本町、元能見中町、元能見南町、城北町の10ヶ町。計8台ある山車は神明宮の境内に格納されている。そのうちの1台は元能見北町、城北町、そしてかつて氏子だった柿田町の3町が所有している。材木一丁目には山車がない。
「子供連獅子会所」を開き、のぼり旗を立てる5月初旬頃から町内はお祭りムードとなる。「山車の町曳き」と「御神輿渡御」（おみこしとぎょ）をメインとする祭りであるが、かつては万歳、獅子芝居、新派芝居、歌舞伎、浪曲など様々な余興が行われていた。
大祭は役割を氏子町ごとに分担し、1年ごとにその役割を上記の順番（これを献饌順という）でまわす形で運営されている。各部門を取りまとめ、献饌順の筆頭を務める町を「大年番」という。
2015年（平成27年）の開催日は5月9日、10日。材木二丁目が大年番を務めた。
2016年（平成28年）の開催日は5月7日、8日。岡崎市制100周年を記念して初日の夜、薪能が神明宮神楽殿にて上演された。市内に住む観世流の重要無形文化財保持者が「羽衣」の天女を演じた。同じく初日、山車8台が午前中より岡崎市図書館交流プラザ東側の駐車場に展示され、お囃子や踊りの披露が行われた。
2017年（平成29年）の開催日は5月13日、14日。
2018年（平成30年）の開催日は5月12日、13日。元能見南町が大年番を務めた。
2019年（令和元年）の開催日は5月11日、12日。城北町が大年番を務めた。材木一丁目は祭りに参加しなかった。
同年から氏子町による役割分担が見直され、11部が5部に改められた。大祭統括部（旧 大年番、山車部）、神事部（旧 渡御部、厄年部）、備品衣装部（旧 備品用具部、衣裳部）、警備稚児部（旧 境内警備部、交通警備部、稚児五色旗部）、余興部（旧 余興部、乙女の舞部）の5部に改められ各部を2町で共同運営する。各部献饌順の若番町が部長、次番が副部長を担当する。
2020年（令和2年）は新型コロナウイルス感染拡大のため、式典のみ行われた。
2021年（令和3年）は規模を縮小して開催された。
2022年（令和4年）はほぼ通常に近い形で、5月7日、8日に開催された。能見中之切が大年番を務めた。
2023年（令和5年）は5月13日、14日に開催された。両日雨天であったため一部縮小された。
2024年（令和6年）は5月11日、12日に開催された。

## 年表
| 江戸中期           | 祭りが始まったとされる。 |
| 明治期             | 開催日が5月14日、15日と決まる。 |
| 1900年（明治33年） | 御神輿渡御が始まる。 |
| 1909年（明治42年） | 拝殿を改築。 |
| 1924年（大正13年） | 神殿、渡り殿、神楽殿、石鳥居などを建立。                                                                                               |
| 1936年（昭和11年） | 戦争の影響でこの年より山車曳きが中断。                                                                                                 |
| 1952年（昭和27年） | 山車曳きが復活。4台の山車と4台の花屋台で催行された。                                                                                   |
| 1962年（昭和37年） | 東能見町が氏子から抜ける。 |
| 1966年（昭和41年） | 福寿町が氏子から抜ける。 |
| 1968年（昭和43年） | 開催日が5月の土曜日、日曜日に変更される。                                                                                              |
| 1976年（昭和51年） | 元能見西町が城北町・柿田町・末広町・葵町の4町に分町。末広町、葵町は氏子から抜ける。                                                    |
| 1981年（昭和56年） | 末広町は氏子に戻る。これにより氏子町は計12ヶ町となった。                                                                               |
| 1998年（平成10年） | 10月10日、11日開催の「城下町岡崎フェスタ98年」に山車2台が初めて参加。 山車は松坂屋岡崎店とセルビの間の路上に展示された（翌年も参加）。 |
| 2004年（平成16年） | この年から日曜日の境内余興に岡崎市立城北中学校オーケストラ部の演奏が加わった。                                                         |
| 2010年（平成22年） | 末広町が氏子から抜ける。これにより氏子町は計11ヶ町となった。                                                                           |
| 2018年（平成30年） | 柿田町が氏子から抜ける。これにより氏子町は計10ヶ町となった。                                                                           |
| 2019年（令和元年） | 材木一丁目は不参加。 |

## 祭礼行事

### 1日目（土曜日）
初日は「山車のお祓い」から始まる。お祓いのあと、神明宮境内に格納された8つの山車が各町に向かって出発。午後は境内の神楽殿で「乙女の舞」が奉納され、厄年会の出し物が行われる。
夕刻、能見不動尊前交差点から西にのびる参道に山車が集結する。これを「宵祭り・山車揃え」と呼ぶ。この行事は1992年（平成4年）から行われているものだが、往年はここで多数の植木屋が5月初めから植木市を開催していた。
宵祭りの時間、境内では子供練り込み花火と神前奉納花火（手筒花火）が行われる。
21時、宵祭りの会場から山車が再び出発。それぞれの町で一晩過ごす。

### 2日目（日曜日）
早朝より「御神輿渡御」が行われる。これは鳳凰のついた御神輿車（御神体／天照大神）が先獅子や各町の随行、五色旗、鉾楽人、三種神宝などと共に行列を作って各町内を回り、町ごとに設けられた御旅所で神主のお祓いを受けるもの。このとき別の区域で「稚児行列」も行われる。
13時より山車の町曳きが開始。各町の山車には舞台が備え付けられており、子供の日本舞踊が町なかで披露される。山車同士のすれ違いも祭りの見所である。かつては各町申し合わせてすれ違い専用のお囃子曲を用意し、競い合ったこともあったという。終着場所は神明宮の南側の道路。町曳きの間、境内では乙女の舞が奉納される。
19時20分、祭りのクライマックスとされる「山車宮入り」が開始。一斉に提灯に点灯された8台の山車が高張提灯を先頭に各町を回り神明宮へ向かう。境内に戻ると速やかに「奉納の舞」（山車ごとにそれぞれ2名）が行われる。

### 3日目（月曜日）
祭り自体は日曜日で終了するが、神事として「終祭」が15時より催行される。

## ギャラリー

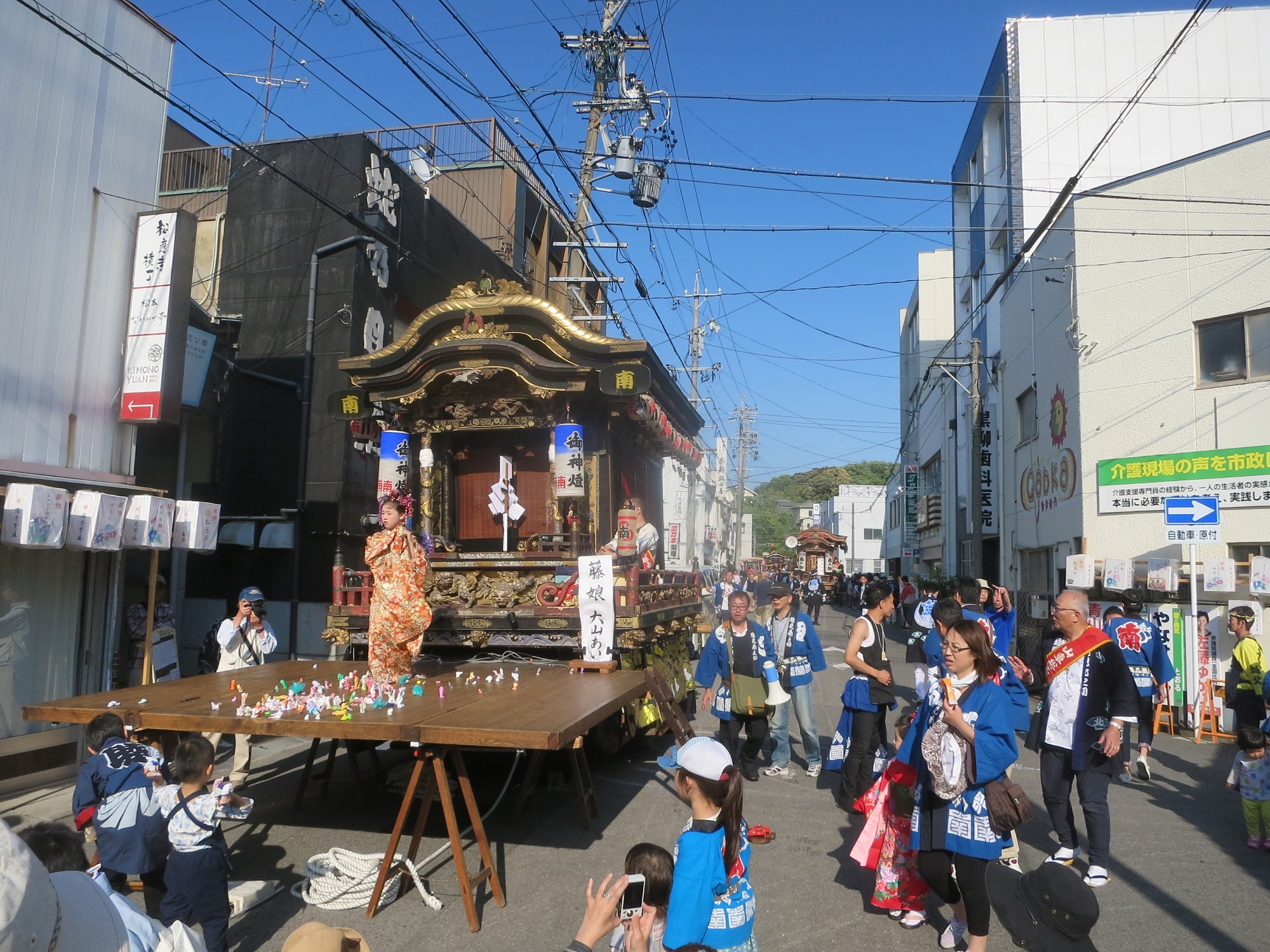
松本町松應寺の参道付近
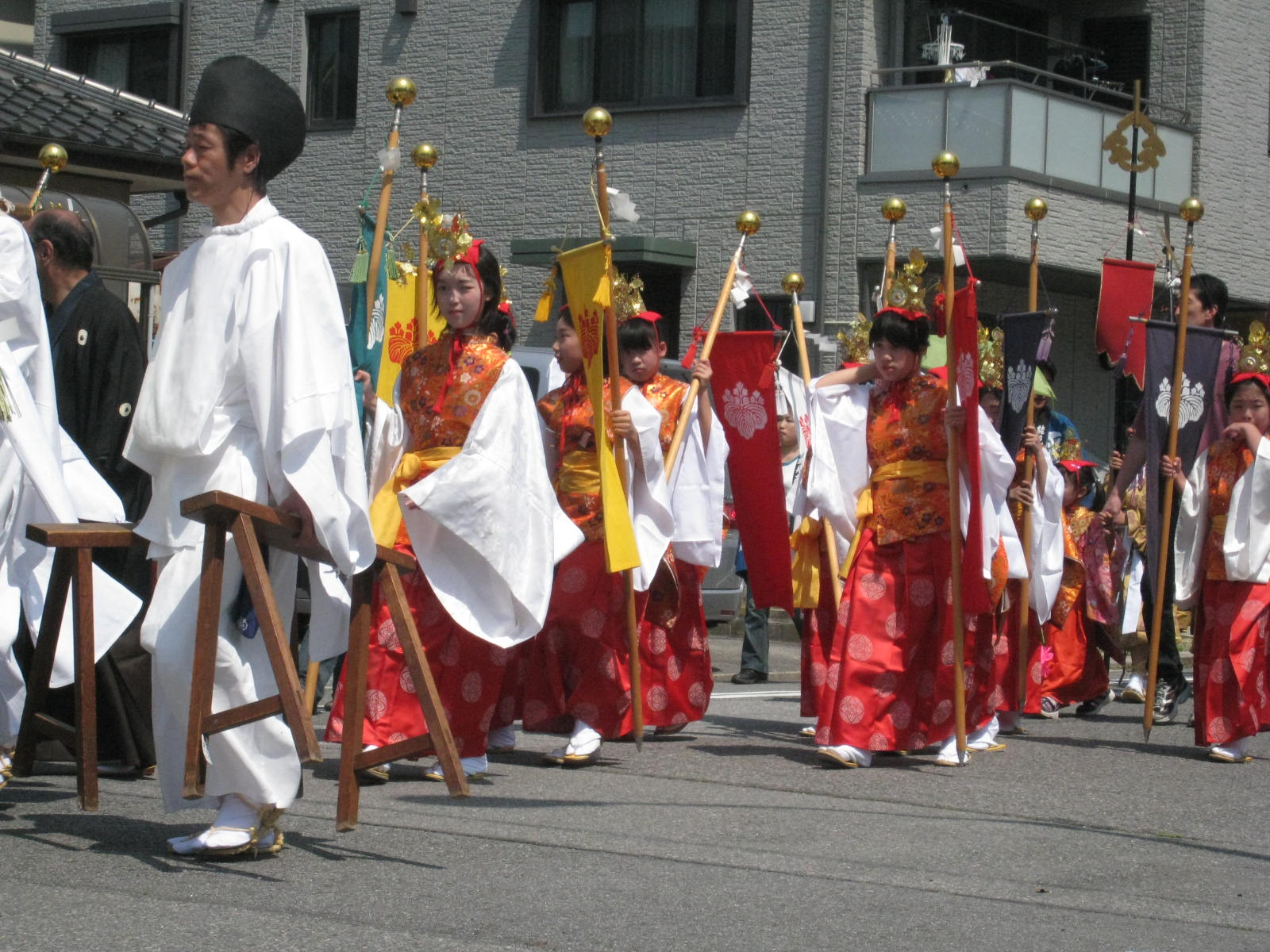
御神輿渡御（おみこしとぎょ）
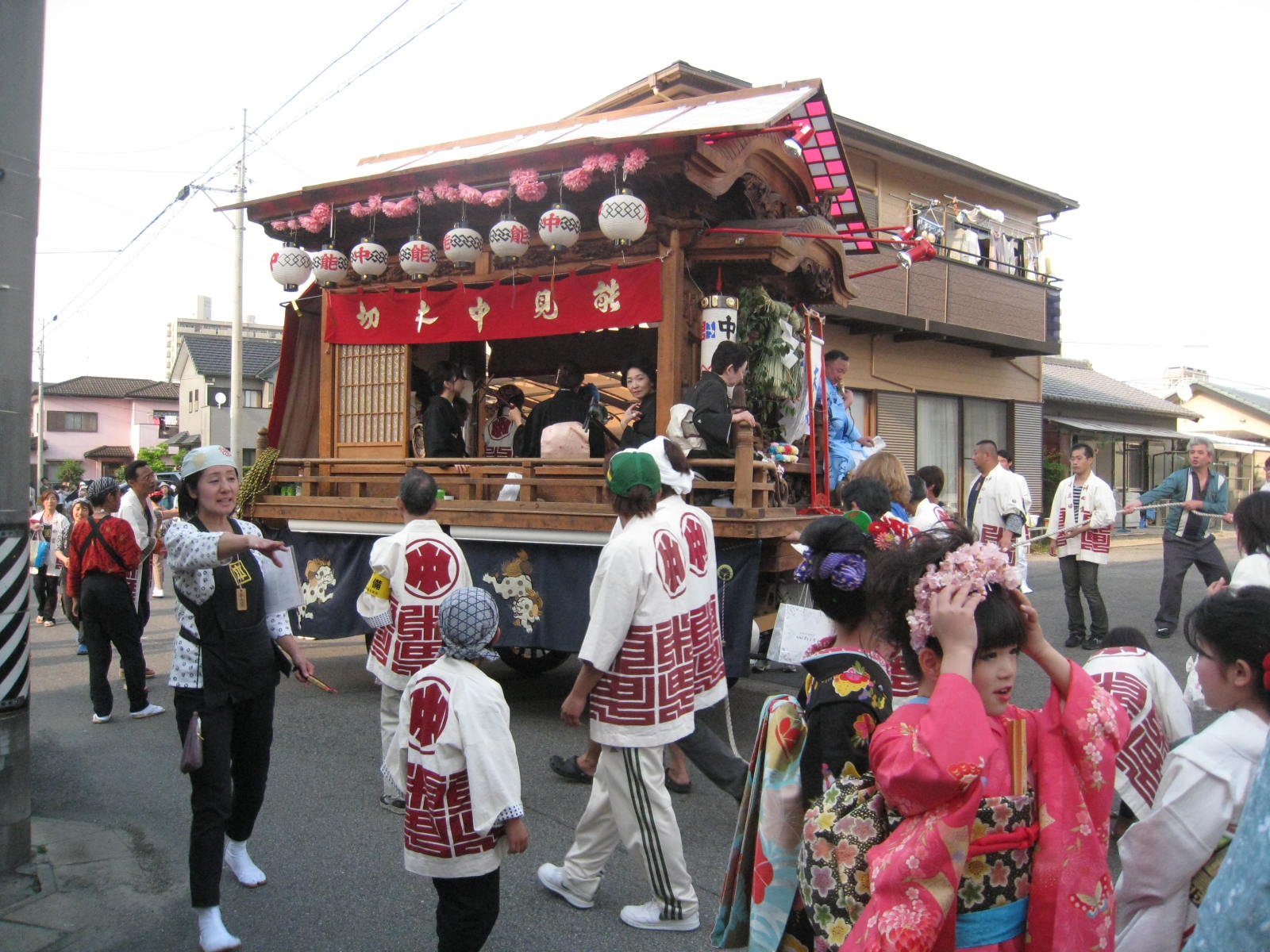
末広町を通る山車
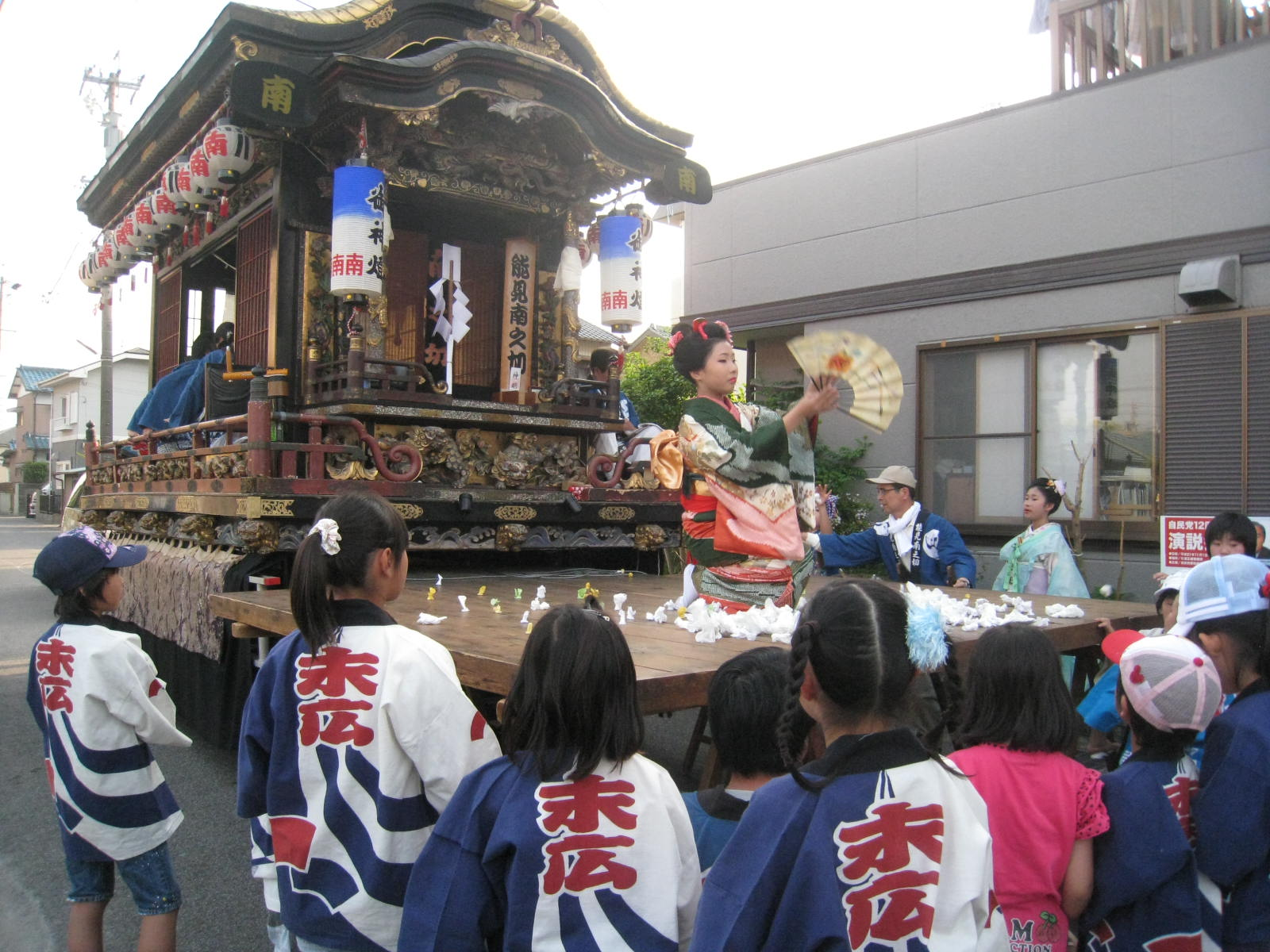
今はなき末広町の法被
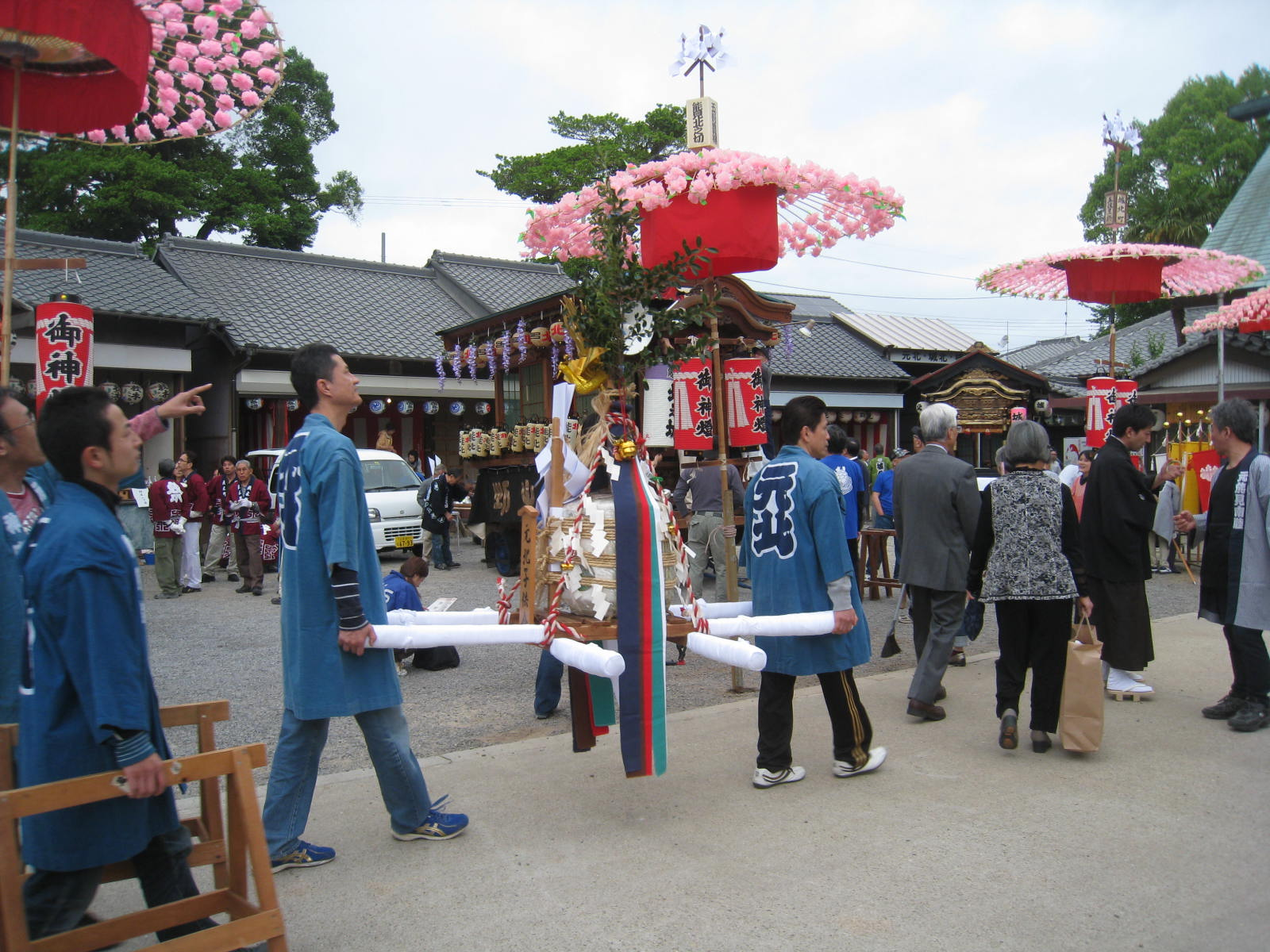
元能見北町の樽御輿
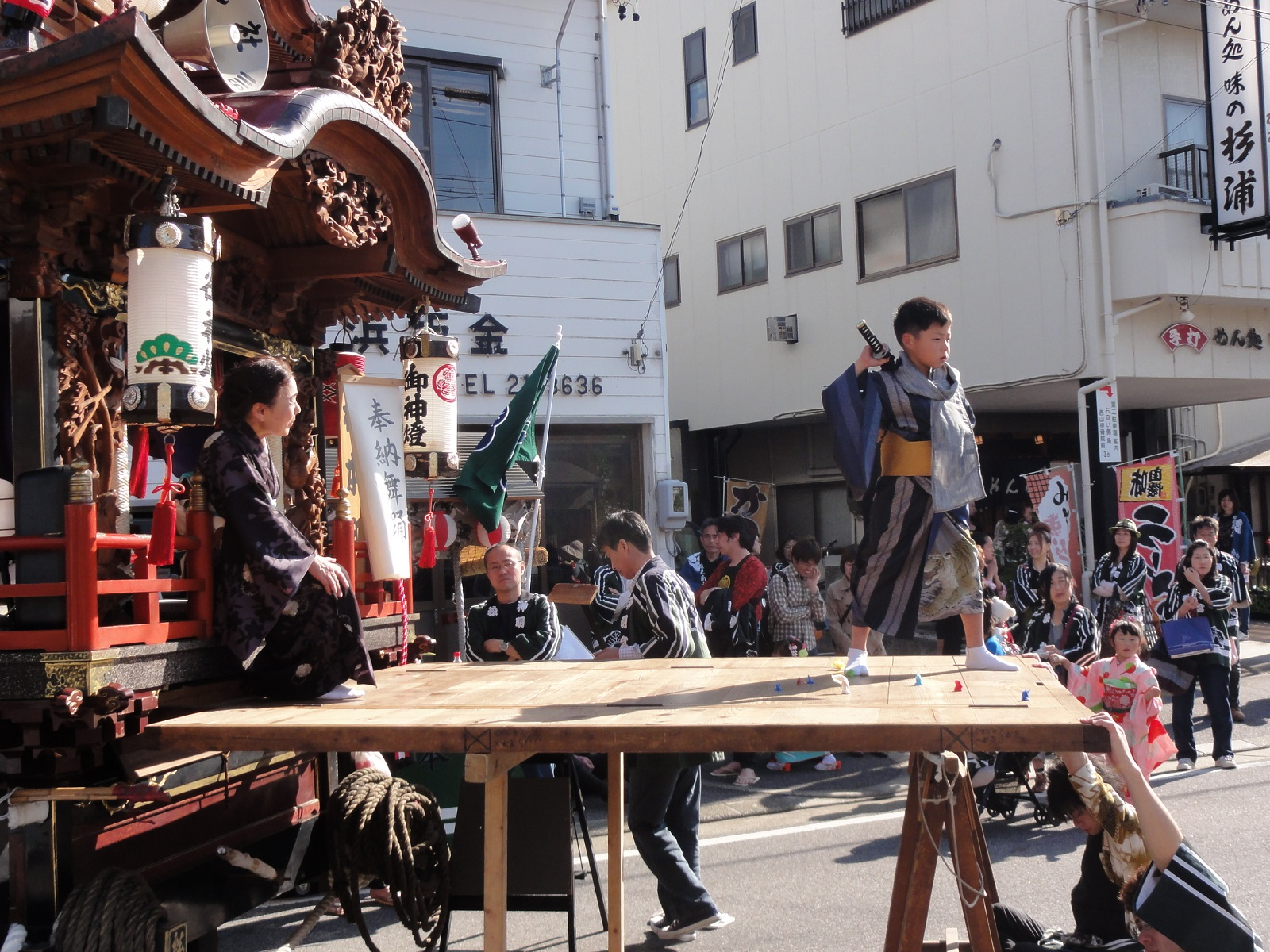
松本町の奉納舞踊
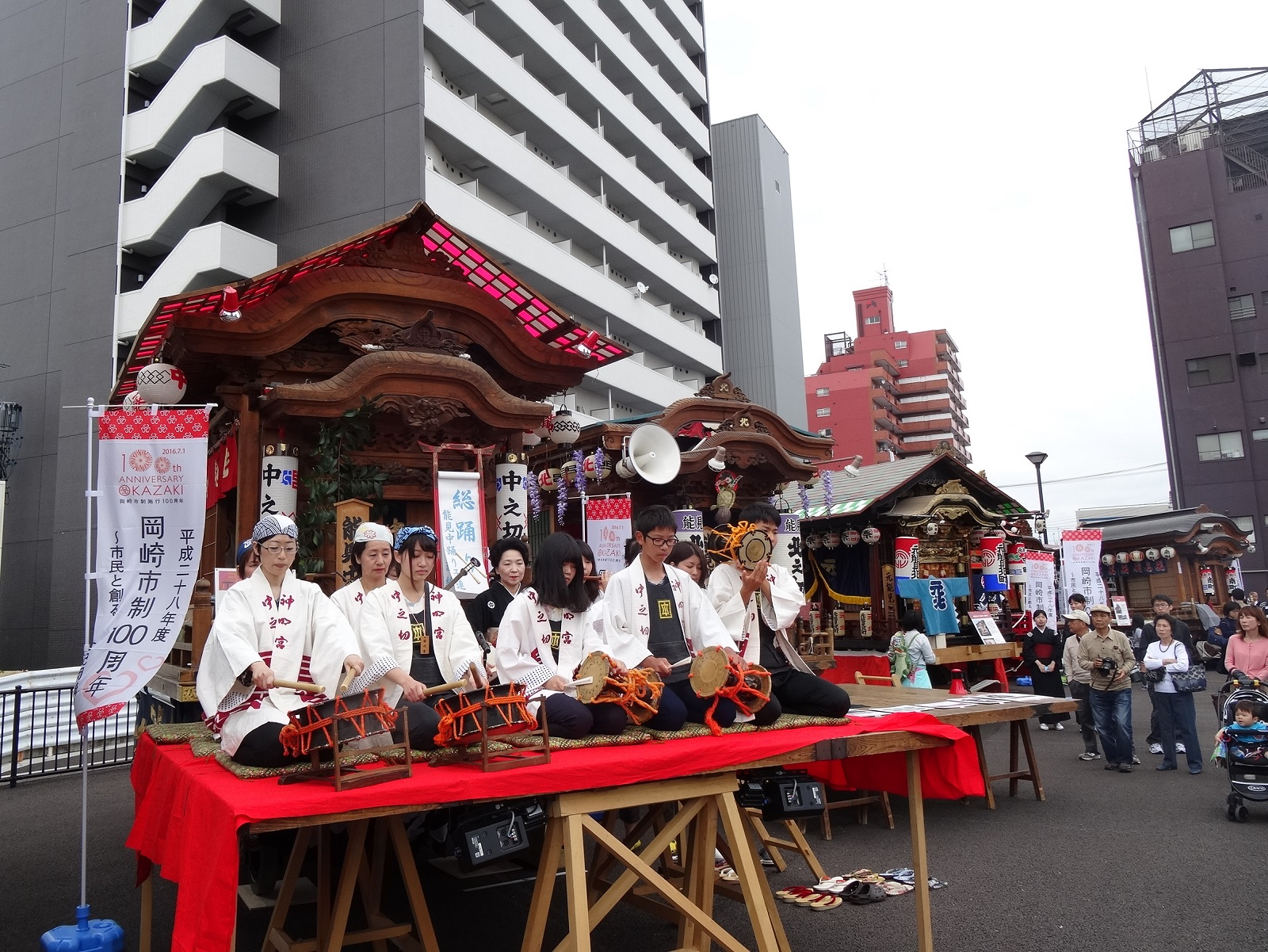
りぶら東側駐車場での披露
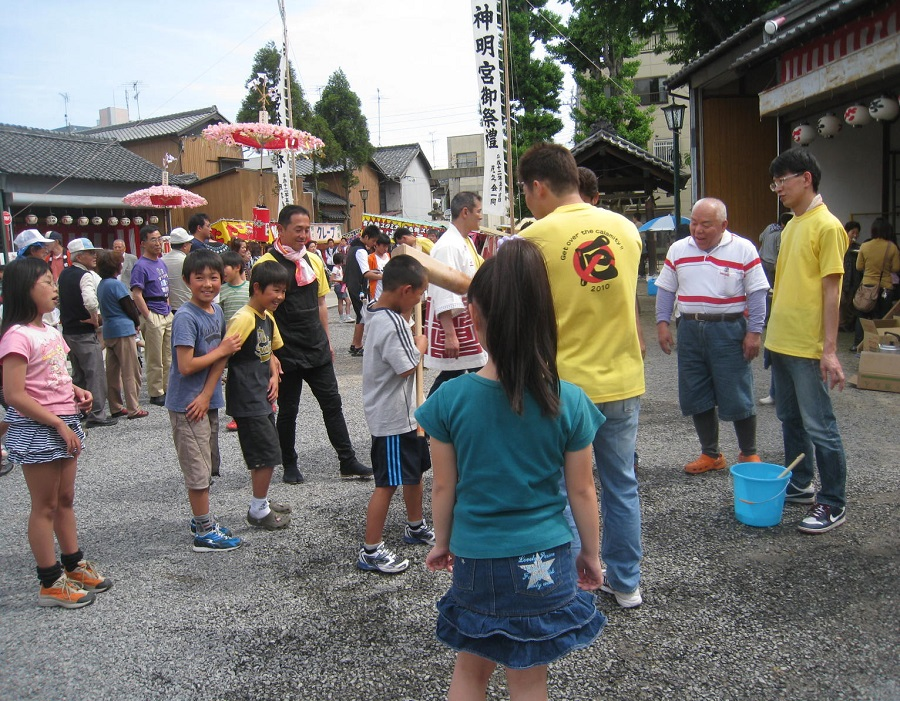
厄年会の出し物
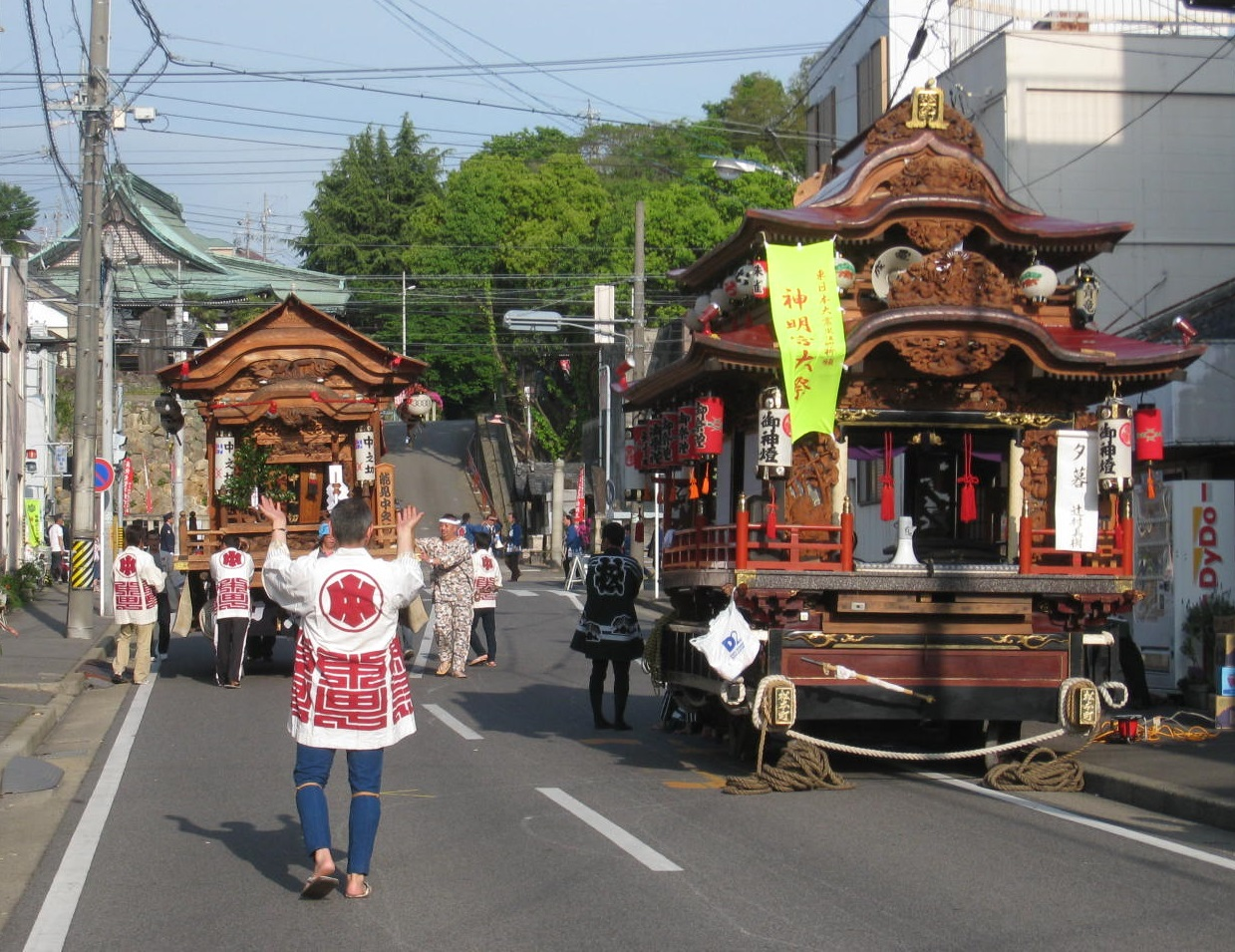
宵祭り会場
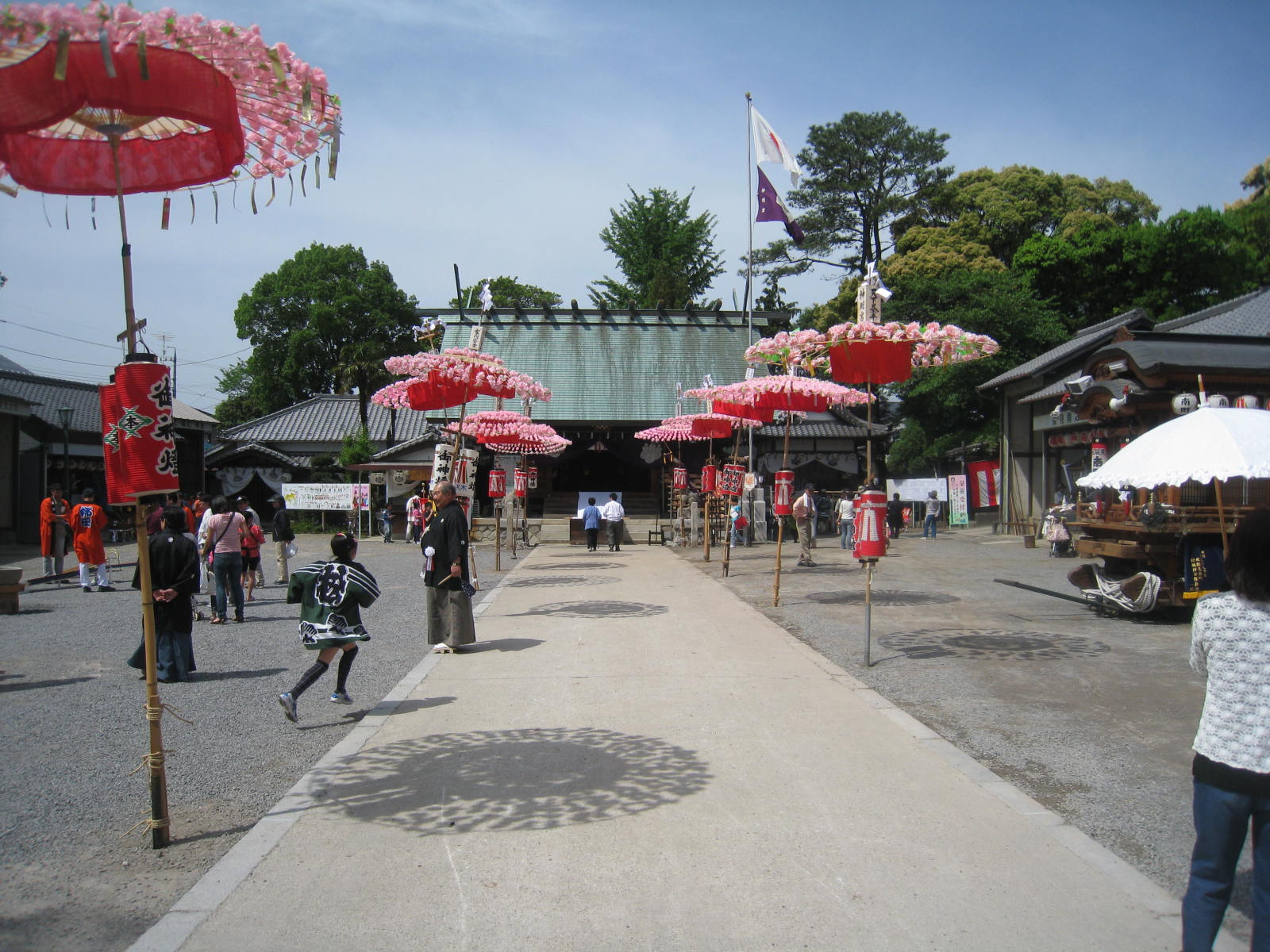
神明宮の境内
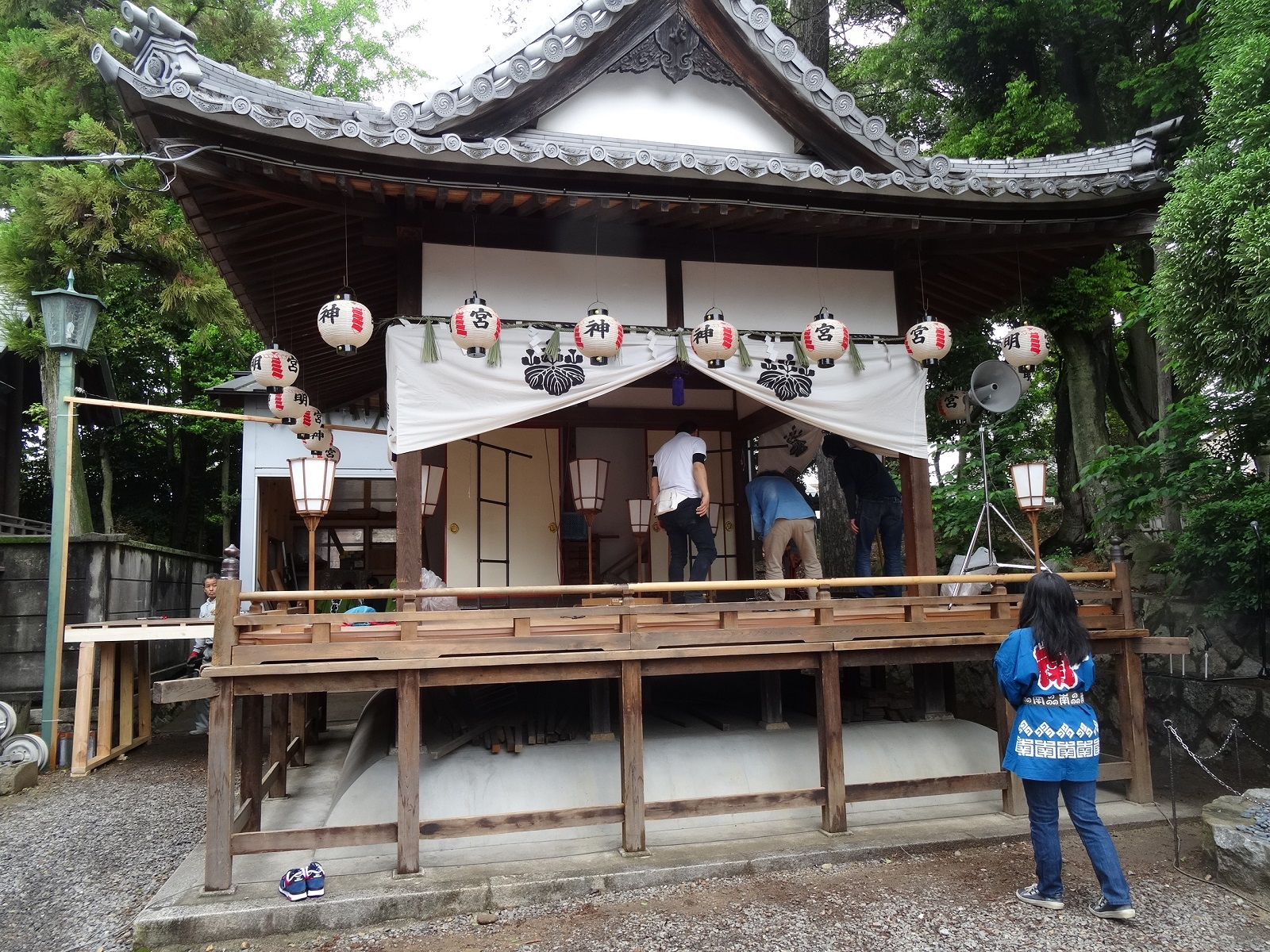
神明宮神楽殿
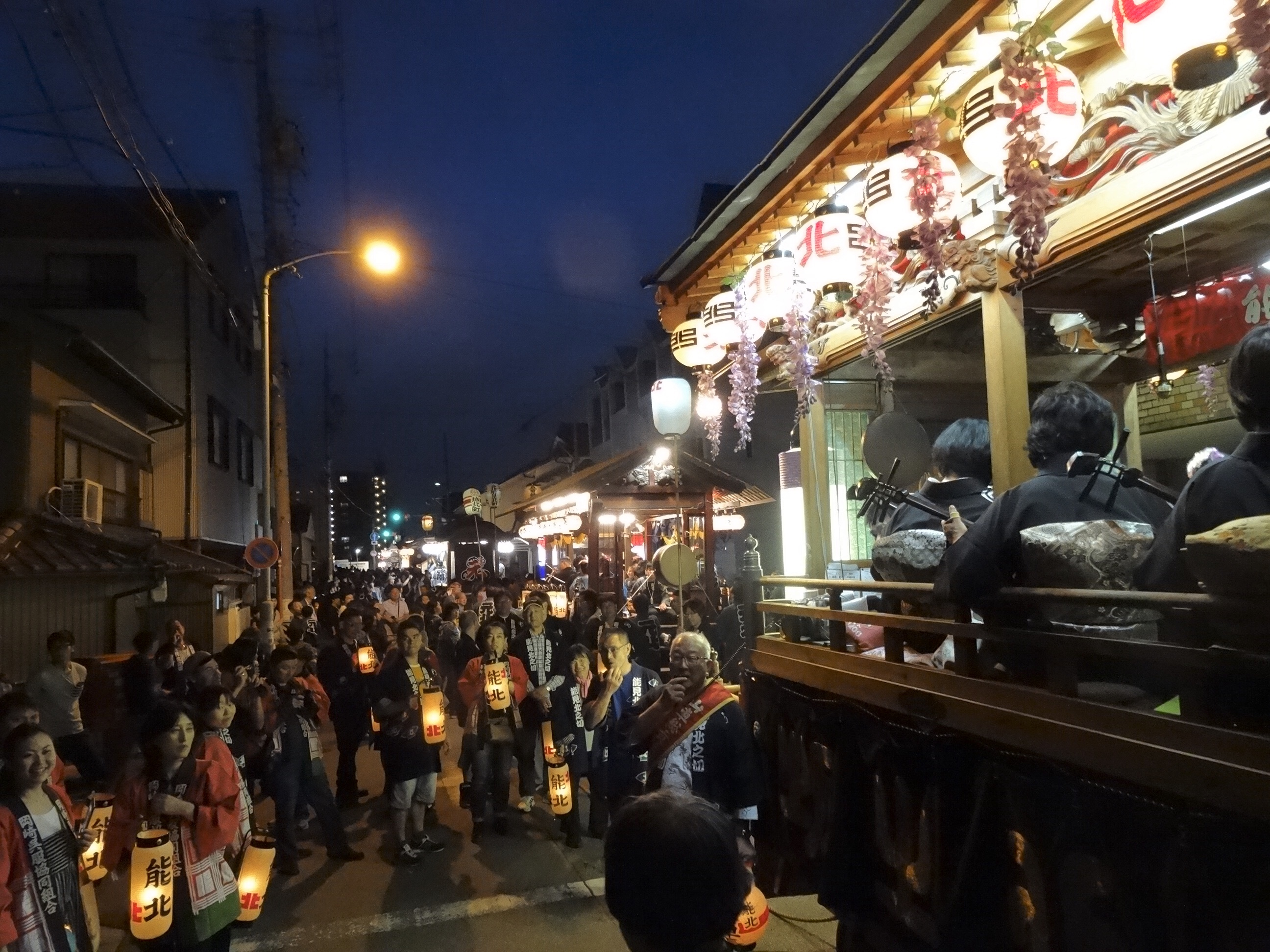
日曜日の山車宮入り
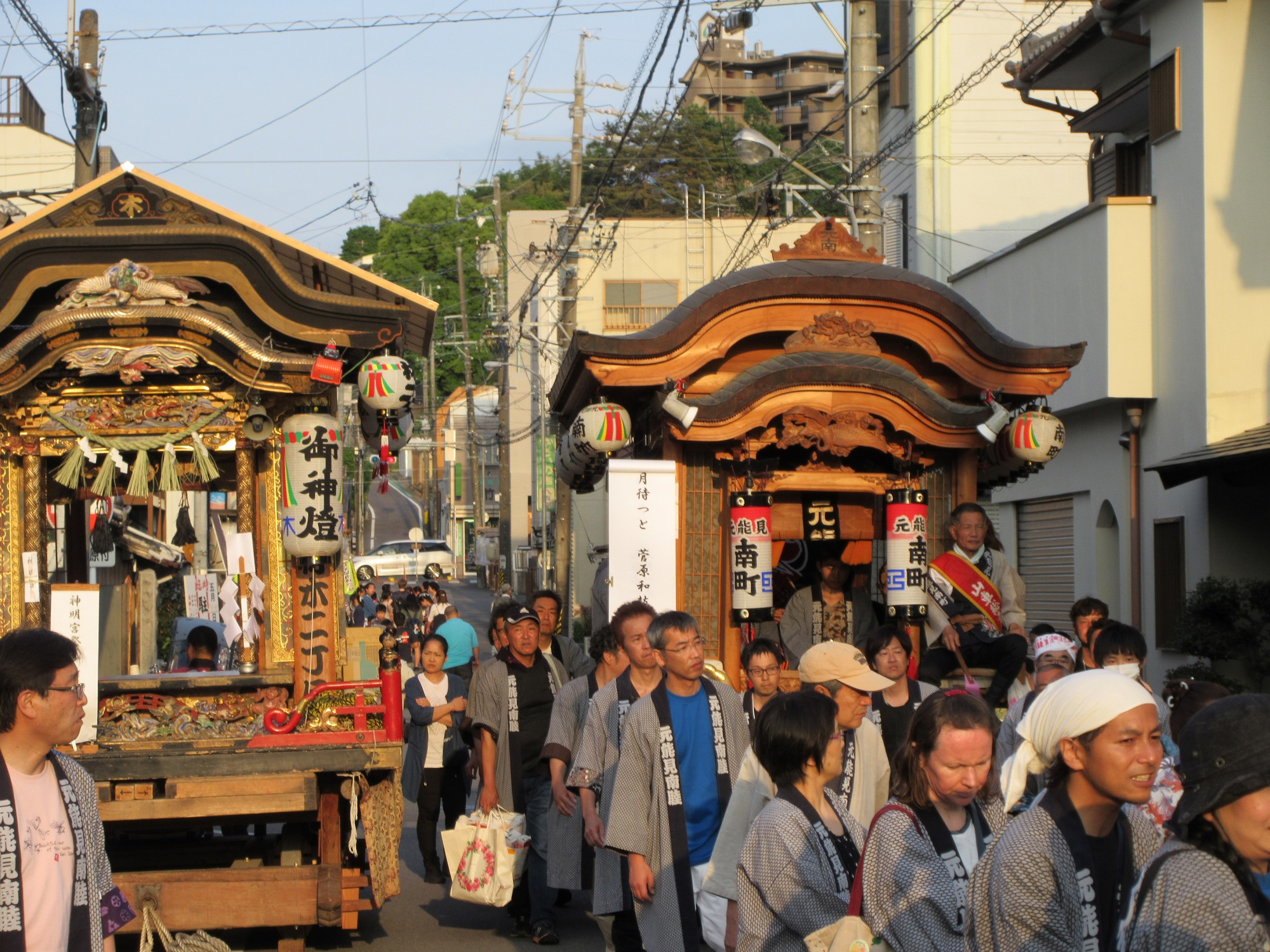
山車同士のすれ違い
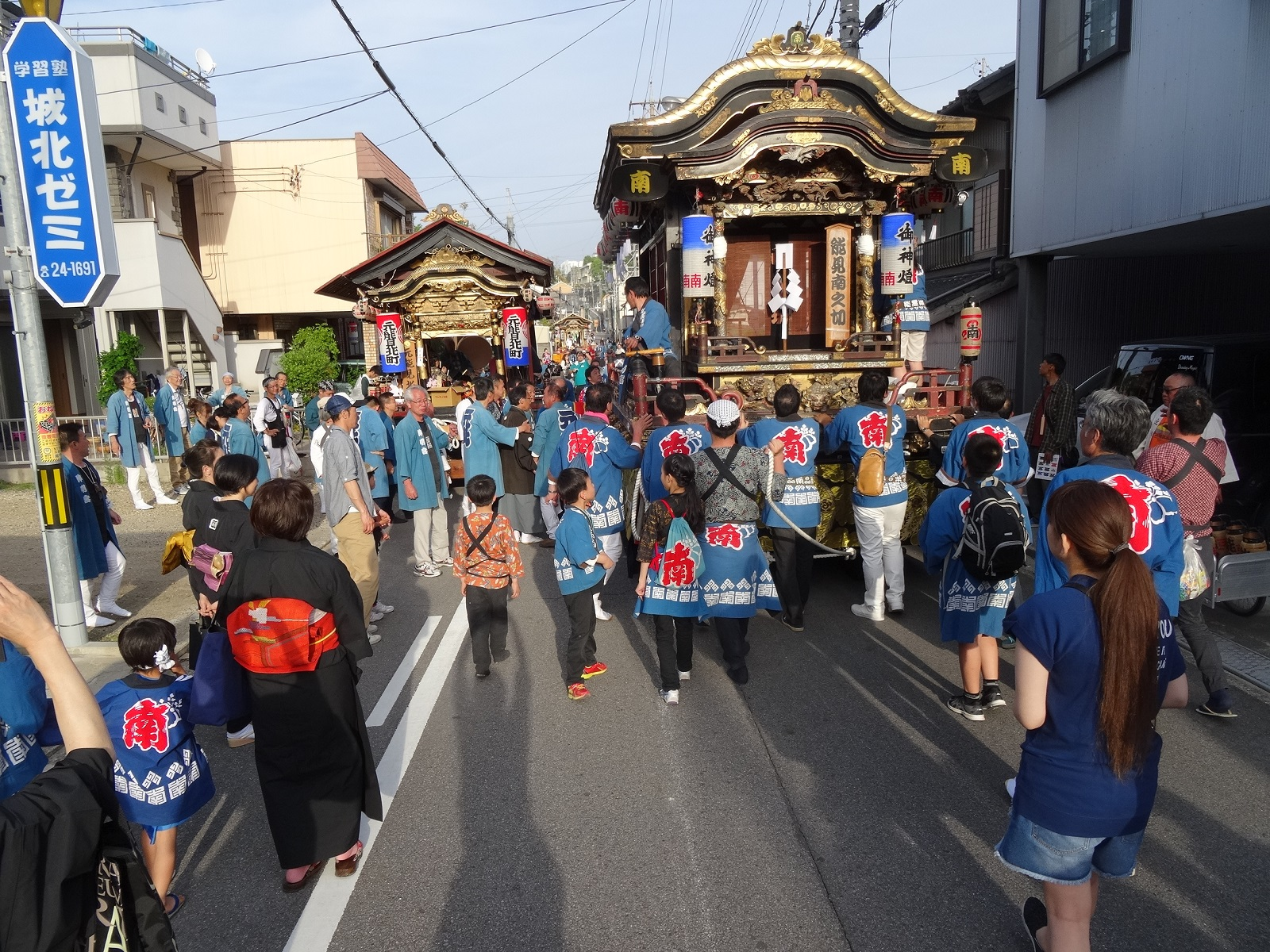
山車同士のすれ違い

## 山車とお囃子
| 町名                     | 写真 | お囃子                                                                    | 備考 |
| ------------------------ | ---- | ------------------------------------------------------------------------- | --- |
| 元能見北町 城北町 柿田町 |      | 喜撰・丹前・徳川・追廻 （4曲）                                            | - 1台の山車を元能見北町、城北町、そしてかつて氏子だった柿田町の3町が共同所有している。2017年（平成29年）までは元能見北町が4年に2度、城北町が4年に1度、柿田町が4年に1度の割合で交替して山車曳きを行っていた。 - 1956年（昭和31年）、町割変更により山車を2両保有することとなった材木町が、当時の元能見北町と元能見西町に譲り渡したものである。舵取り装置を持たないため、豪快な曳き回しが見られる。 - 3町でお囃子は共通。子供囃子。                          |
| 能見北之切               |      | つくな・手習子・徳川 花・能北囃子・日清 本業・宮神楽・あばれ （9曲）      | - 明治中期より保有していた高層式山車の前山と彫刻などを利用して、1956年（昭和31年）に建造したものである。 - 壇箱の裏に「尾州名古屋 末廣町彫刻師 瀬川治助 重定 花押 （略） 文政五年 壬午 六月吉日」と墨書されている。瀬川治助（重定）は山車彫刻を多く手がけた江戸時代の彫物師（1770年頃 - 1850年）。矢作3区の山車彫刻も手がけている。子の重光は二代瀬川治助を名乗った。                                                                                     |
| 能見中之切               |      | 鞍馬・六法・徳川 天神・正調 （5曲）                                       | - 「能中」と染められた見返幕は1864年（元治元年）の作。幕の裏に「干時 元治元年 甲子四月大吉日新調之」と墨書がある。 - 江戸期に山車を所有していたと推測され、1953年（昭和28年）、現在のものが総ヒノキで建造された。 - 一時期、運行しやすいように車輪が取り付けられていたが、現在は当初の形に戻されている。 |
| 能見南之切               |      | 本経・天ドロ・千代の舞 （3曲）                                            | - 神明宮の山車の中で一番古いとされる。 - 江戸時代から有った山車に市電開通により電線にかかるという理由から、1917年（大正6年）に他所から購入した山車と組み合わせて山車の改造がなされた。 - 山車前山の柱には龍の彫刻がある。龍の眼を見せると雨が降ると伝えられるため、眼の部分にはさらしが巻いてある。12年に1度、辰年に「昇龍開眼の儀」（さらし巻替）が行われる。 - 前山の御簾は1811年（文化8年）に製作された事から前山部分は、200年以上経っている事が判る。 |
| 材木二丁目               |      | 小鍛冶、あんぱ、正札 （3曲）                                              | - 天井には、彩色四季花鳥図とともに墨絵の龍が描かれている。そこには「大正四年乙卯年喜日 畔柳渓」と署名があり、天井画製作と山車小屋の落成が同年であることから、山車自体の建造も1915年（大正4年）であろうと推測される。 - 2015年（平成27年）の大年番記念のために、車輪取替と屋根改修を行った。 |
| 松本町                   |      | 軒すだれ・夜神楽・醒ヶ井・浅妻 楠公・松本はやし・鞍馬 （7曲）             | - 1960年（昭和35年）、浜松市の大工棟梁平野孝によって建造された。彫刻は岡崎市康生町の彫刻師・江坂兵衛によるもの。 - なお、かつて松本町が所有し1909年（明治42年）に売却したとされる山車は現在、岡崎市樫山町の須賀神社に格納されている。4月第2日曜日の須賀神社大祭において庄野組の山車（鳳凰山車）として町曳きされる。 - お囃子はかつては芸妓連が行った。現在は子供が中心。                                                                                  |
| 元能見中町               |      | 夜神楽・箱根・丹前 徳川・喜撰・追廻 （6曲）                               | - 1951年（昭和26年）、地元の大工によって、底抜け屋台を元に花車を建造。それをさらに改良して、1957年（昭和32年）に白木の山車が作られた。 - 町内の道が狭いため、他の町に比べ小さめの山車である（長さ430cm×幅230cm×高さ330cm）。 - お囃子は、三味線と笛を大人が行い、大太鼓、小太鼓、鼓、鉦は子供が担う。 |
| 元能見南町               |      | 元禄・桃太郎・楠公 正札・鞍馬・官女 月の巻・十日戎・徳川 ・俄獅子（10曲） | - 1958年（昭和33年）、自町に住む者によって建造された。総白木造り。金釘は使用されていない。 - 格天井中央に直径45センチの巻龍の彫刻が施されている。 - 長唄風のお囃子で、1960年（昭和35年）～1979年（昭和54年）の間は青年会と芸妓連で囃子を運営し、祭りの名物でもあった。 - お囃子は大人で構成されている。 |